# Domfront (Orne)
Pour les articles homonymes, voir Domfront.
Domfront est une ancienne commune française, située dans le département de l'Orne en région Normandie, peuplée de 3 431 habitants, devenue le 1er janvier 2016 une commune déléguée au sein de la commune nouvelle de Domfront en Poiraie.

## Géographie

### Localisation
Domfront est située à l'ouest du département français de l'Orne, dans le Passais, sur les bords de la Varenne.
Les communes limitrophes sont Saint-Bômer-les-Forges, Saint-Brice et Lucé.

### Géologie et relief
Une petite partie du territoire, à l'est, est couverte par la forêt d'Andaine.
Roches granitiques sur près de la moitié du territoire de la commune.

### Hydrographie
Cours d'eau traversant la commune :
- la rivière la Varenne ;
- la rivière l'Andainette.

### Climat
Climat classé Cfb dans la classification de Köppen et Geiger.

## Urbanisme

### Voies de communication et transports
Domfront était jusqu'après la Seconde Guerre mondiale desservie par deux lignes de chemin de fer. La ligne à double voie allant de Caen à Laval, par la correspondance à Flers, permettait la liaison vers Paris. Une ligne à une voie qui reliait Domfront à Alençon fut fermée dès les années 1950. La gare de Domfront était desservie par la ligne de La Chapelle-Anthenaise à Flers, fermée depuis 1996.
C'est aujourd'hui le réseau interurbain de l'Orne qui assure l'accès par transport en commun par ses lignes 22 (Domfront - La Ferté Macé - Bagnoles-de-l'Orne), 24 (Domfront - Lonlay-l'Abbaye - Flers) et 25 (Domfront - Saint-Bômer-les-Forges - Flers).

### Risques naturels et technologiques
La commune est située dans une zone de sismicité faible.

## Toponymie
Le nom de la localité est attesté sous les formes Donnifrontis, Damfrontis vers 1020, Domus Fronto en 1063.
L'église catholique, avant d'utiliser sanctus pour honorer les saints, a longtemps utilisé dans ce but le latin dominus (« seigneur »). Dominus aboutit à Dom-. Le personnage vénéré est Front de Passais (Fronto), ermite du VIe siècle.

## Histoire

### Moyen Âge

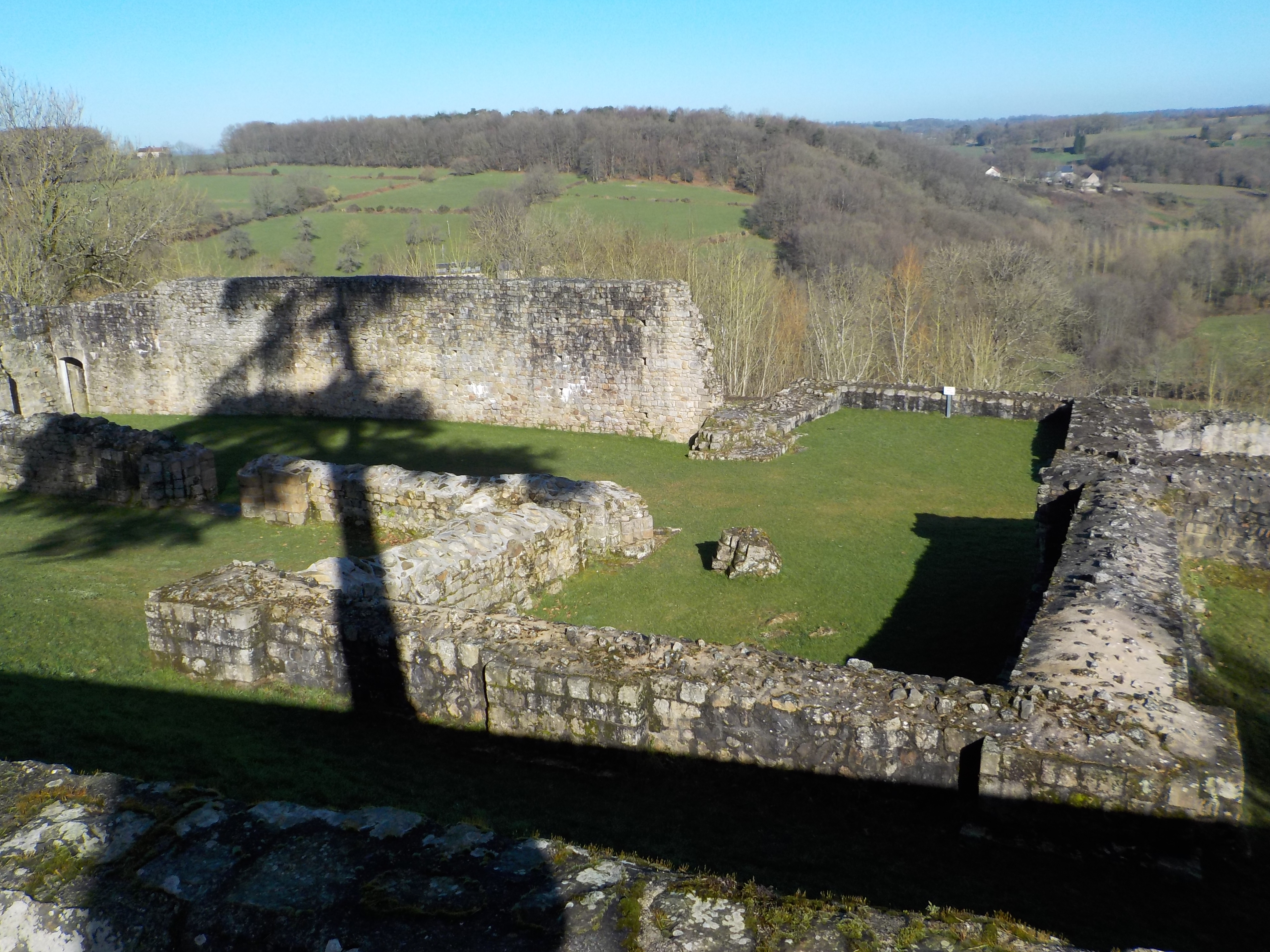
Les ruines de la chapelle Saint-Symphorien.

Au Moyen Âge, le site fut le centre d'une région stratégique importante. Un premier village se serait installé autour d'une chapelle bâtie vers 540 par l'ermite Front.
En 1010, Guillaume de Bellême fait construire à la cime du rocher un premier château en bois, le château, formé de « quatre grosses tours avec des fossés profonds taillés dans le roc », dont la « principale issue était au midi ; deux portes en fer et une claie en fermaient l'entrée ». Après sa mort, vers 1031, son petit-fils Geoffroy, fils de Guérin, comte de Mortagne, fut dépossédé de la forteresse par son oncle, Guillaume le Cruel, seigneur d'Alençon, et est à l'origine de la longue rivalité qui opposa les seigneurs de Mortagne et d'Alençon. Les cruautés de Guillaume d'Alençon amenèrent ses sujets à livrer Alençon et Domfront à Geoffroy Martel, comte d'Anjou. En 1048, ce dernier assiégea Domfront et s'en rendit brièvement maître. Guillaume Talvas en rentra en possession grâce à l'intervention du duc de Normandie. Les habitants, excédés de la conduite de Guillaume le Cruel, se révoltèrent à nouveau et se donnèrent à Henri Ier Beauclerc troisième fils de Guillaume le Conquérant.
Henri Beauclerc, qui avait dû abandonné à son frère aîné Robert Courteheuse le Cotentin et toutes ses possessions en Normandie, parvient cependant à s'établir fortement à Domfront. En 1092, il érige sur l'éperon rocheux un château fort en pierre avec son puissant donjon de forme quadrangulaire et la chapelle Saint-Symphorien, prieuré de l'abbaye de Lonlay. La place forte, avec celles d'Argentan, d'Alençon et de Mortagne-au-Perche, fit partie de la ceinture de pierre d'Henri Ier Beauclerc.
Devenu roi d'Angleterre, Henri Ier afin d'éviter une guerre fratricide avec son frère aîné, Robert Courteheuse qui prétend au royaume d'Angleterre, à la fin de l'année 1101, abandonne à ce dernier le Cotentin et toutes ses possessions en Normandie, à l’exception de Domfront, et Robert renonce à l'Angleterre.
À la mort d'Henri Ier, le capitaine de la place la livra à Étienne de Blois, comte de Mortain. Mathilde, fille et héritière Henri Ier, et son époux, Geoffroy Plantagenêt vinrent assiéger Domfront, qu'ils prirent après plusieurs assauts. 
Henri II Plantagenêt et Aliénor d'Aquitaine, sa femme et Richard Cœur de Lion et Jean sans Terre leurs fils y séjournent. Aliénor d'Aquitaine y tient en particulier une cour qui verra aussi le passage de sa fille Marie de Champagne (protectrice de Chrétien de Troyes qui l'accompagne). Wace fait aussi partie de cette cour, de même que Benoît de Sainte-Maure qui ne la nomme pas, mais fait son éloge dans son Roman de Troie, manière de dédicace.
Les deux premiers rattachent Domfront et sa région aux légendes arthuriennes,.
En août 1161, Aliénor d'Aquitaine y accouche d'Aliénor d'Angleterre, future grand-mère de Saint Louis.
Après la conquête de la Normandie par Philippe Auguste en 1204, la place forte devient capétienne.
Pendant la guerre de Cent Ans, le château est occupé par les Anglais de 1356 à 1366 et de 1418 à 1450. Pendant l'été 1450, l'armée royale de Charles VII reprend la place au bout de vingt jours de siège.

### Temps modernes
En 1574, le chef des huguenot normands, Gabriel Ier de Montgommery, qui s'était retranché à Domfront après sa fuite de Saint-Lô, y fait sa reddition lors du siège de la ville après l'arrivée de l'artillerie royale. Catherine de Médicis le fait aussitôt juger par le Parlement de Paris suivi de son exécution par décapitation en place de grève le 26 juin 1574. En 1608, le château est démantelé sur ordre d'Henri IV,.
De 1633 à 1639, six ans durant la peste revient à nouveau à Domfront.

### Époque contemporaine
Domfront fut chef-lieu du district de Domfront sous la Révolution puis devint chef-lieu de l'arrondissement de Domfront.
En 1863, Domfront (2 909 habitants en 1861) absorbe Saint-Front (2 252 habitants),.

#### Guerre 1914-1918
Lors de la Première Guerre mondiale, le 3e bataillon du 130e régiment d'infanterie qui était hébergé dans la caserne Laharpe partit le 5 août 1914. L'état-major du 130e régiment d'infanterie était hébergé à Mayenne. Ce régiment, incorporé dans la 7e division d'infanterie, subit des pertes effroyables le 22 août 1914 sur le front de Belgique autour de Virton et Ethe. Cette division mutée dans différents corps d'armée participa à toutes les grandes batailles de cette guerre.

#### Entre-deux-guerres
Le 10 septembre 1926, à la suite du décret Poincaré, Domfront perd sa sous-préfecture et les cantons sont répartis entre les arrondissements d'Alençon et d'Argentan.

#### Guerre 1939-1945

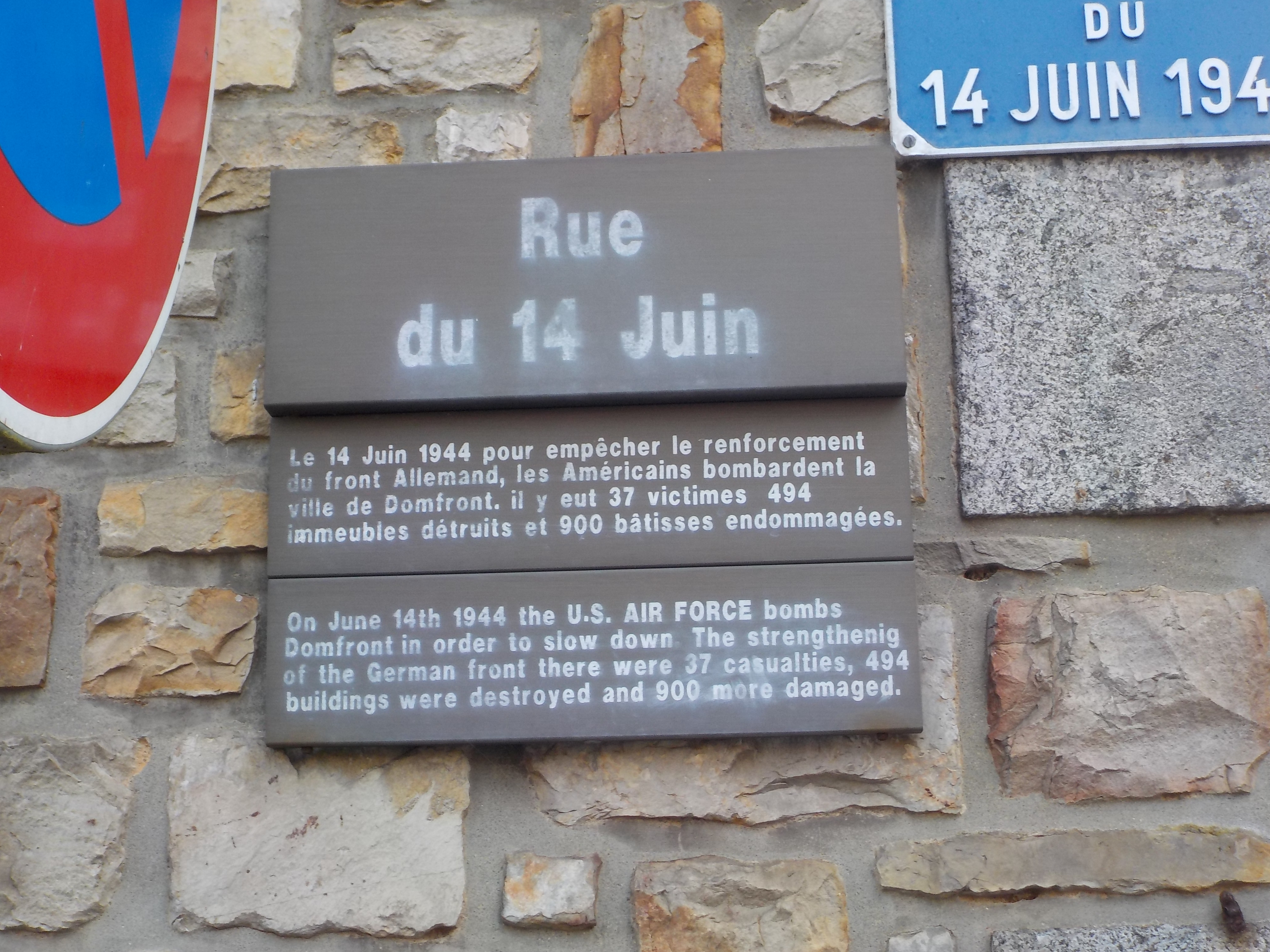
Plaque de la rue du 14-juin-1944.

En septembre 1939, les Domfrontais pleurent en regardant le 3e bataillon du 130e RI descendre vers la gare. Ce régiment fut incorporé dans la 8e division d'infanterie, dans la 3e armée, dans le groupe d'armée no 2 sous les ordres du général Prételat. Cette armée, disposée derrière la ligne Maginot ne combattit qu'après la chute de Dunkerque. Le 130e RI fut totalement fait prisonnier.
Sous l'Occupation, trois entités allemandes furent permanentes à Domfront : dans les locaux de la gendarmerie, une représentation de l'administration allemande de l'occupation qui effectuait les réquisitions ; dans la gare, le commandement d'une compagnie du génie qui contrôlait les voies ferrées ; et dans la caserne Laharpe, une unité de territoriaux qui gardait les tirailleurs sénégalais prisonniers de guerre qui y étaient détenus. Les fonctions de police allemande étaient assurées par la section du SD d'Alençon et, pour  les affaires graves, par celle de Rouen.
L'occupation se durcit en février 1944 et les Allemands obligent des Domfrontais à construire des ouvrages destinés à renforcer la défense de Domfront en cas de débarquement, et à travailler à l'aménagement d'un parc de munitions et de carburant dans la forêt d'Andaine. Le 17 janvier 1944, un soldat allemand ayant été blessé dans la nuit, le maire M. Gallot, est requis pour désigner des otages. Celui-ci, ayant refusé, fut destitué et des Domfrontais furent pris au hasard dans les rues par des policiers allemands venus d'Alençon. Certains furent déportés en Allemagne.
Domfront, située entre le dépôt de munitions de la forêt d'Andaine et Mortain, où eut lieu la grande contre-attaque allemande, et surtout le quartier de la gare (Notre-Dame de nos jours), eurent à subir de nombreuses attaques aériennes alliées. Les bombardements les plus meurtriers furent celui du vendredi 2 juin 1944 en soirée (vingt-quatre avions bimoteurs) sur la gare qui tua huit personnes et un enfant, et celui du 14 juin 1944 sur la ville basse par des bombardiers B17, qui tua 37 personnes et détruisit 494 immeubles,,. Au total trente-six civils (qui n'étaient pas tous des Domfrontais, chiffre incertain) furent tués lors des vingt-quatre attaques aériennes, principalement sur la gare.
Le 7 août, une unité blindée de Waffen-SS venant de Flers traversa le quartier de la gare en direction de Saint-Mars-d'Égrenne pour attaquer vers Mortain. Après la défaite allemande devant Mortain, ce qui restait des unités blindées se replia sur Falaise, et seules des troupes de basse combativité gardèrent Domfront. Le 13 août, les forces américaines, échaudées par l'épisode mortenais, tirèrent au canon sur la ville au hasard. Des Domfrontais décidèrent d'aller à leur rencontre pour faire cesser ces tirs et les aider à entrer dans la ville. Le 14 août, un pompier réussit à les rallier sur la route de Saint-Mars et guida une colonne (sept véhicules) qui contourna la ville par l'ouest. Elle passa par Saint-Gilles-des-Marais et La Haute-Chapelle où elle captura une compagnie allemande sur le tertre Sainte-Anne (cote 210 sur les cartes d'état-major), puis passa à pied le pont de Caen qui était miné. Elle captura une pièce d'artillerie à la ferme des Balères, puis passa par le Pissot et entra dans Domfront par le nord, par l'escalier qui est juste derrière l'hôtel de ville.
D'autres troupes américaines étaient déjà entrées dans la ville par le sud et les forces allemandes encore dans la ville se voyant encerclées se rendirent sans combat. Certains soldats allemands, souvent des malgré-nous prélevés du front d'URSS, semblaient plutôt soulagés, mais les officiers étaient très vexés. Il n'y eut aucun tué lors de la libération de la ville.
Le nombre de civils tués, ramené au tonnage de bombes lancées sur Domfront et la gare, fut relativement réduit. Cela fut dû à trois facteurs : 
- les voies de communication ne traversent pas la ville ancienne qui était plus peuplée à l'époque ;
- la défense passive réussit à convaincre les Domfrontais d'évacuer les abords des voies de communications ;
- les aviateurs faisaient un passage à blanc sur l'objectif et revenaient bombarder en laissant ainsi un peu de temps aux civils pour s'éloigner, ne serait-ce que d'une ou deux centaines de mètres.

Pendant la bataille de Normandie, les Allemands réquisitionnèrent l'hospice de vieillards et l'orphelinat de Perrou pour y installer un hôpital militaire. À leur arrivée, les Américains installèrent un hôpital entièrement mobile près du manoir de la Guyardière où était replié l'hôpital civil de Domfront.
La commune a été décorée, le 11 novembre 1948, de la croix de guerre 1939-1945.

## Politique et administration

### Administration municipale
| Période                                  | Période       | Identité                | Étiquette    | Qualité |
| ---------------------------------------- | ------------- | ----------------------- | ------------ | --- |
| Les données manquantes sont à compléter. |               |                         |              | |
| 1883                                     | 1887          | Louis Blanchetière      |              | Conducteur principal des ponts et chaussées, archéologue                                                     |
| 1887                                     | 1888          | Jacques Agapit Debierre |              | |
| 1888                                     | 1909          | Alfred-Auguste Barrabé  | Républicain  | Médecin Conseiller général de Passais (1892 → 1909)                                                          |
| Les données manquantes sont à compléter. |               |                         |              | |
| décembre 1919                            | 1944          | Louis Gallot            |              | Médecin Chevalier de la Légion d'honneur                                                                     |
| Les données manquantes sont à compléter. |               |                         |              | |
| 1945                                     | mars 1959     | André Rougeyron         |              | Expert en automobile                                                                                         |
| mars 1959                                | mars 1989     | André Rocton            | UDR puis RPR | Libraire Conseiller général de Domfront (1973 → 1992)                                                        |
| mars 1989                                | juin 1995     | Claude Rugel            |              | Ingénieur |
| juin 1995                                | mars 2008     | Robert Loquet           | RPR puis UMP | Artisan peintre Conseiller général de Domfront (1992 → 2015) Président de la CC du Domfrontais (2001 → 2008) |
| mars 2008                                | avril 2014    | Didier Leduc            | DVD          | Secrétaire administratif Président de la CC du Domfrontais (2008 → 2014)                                     |
| avril 2014                               | décembre 2015 | Bernard Soul            | DVD          | Infirmier libéral Président de la CC du Domfrontais (2014 → 2016)                                            |

Le conseil municipal était composé de vingt-sept membres dont le maire et six adjoints.

### Budget et fiscalité 2018
En 2018, le budget de la commune était constitué ainsi :
- total des produits de fonctionnement : 3 882 000 €, soit 993 € par habitant ;
- total des charges de fonctionnement : 3 113 000 €, soit 796 € par habitant ;
- total des ressources d'investissement : 7 520 000 €, soit 192 € par habitant ;
- total des emplois d'investissement : 2 026 000 €, soit 518 € par habitant ;
- endettement : 1 125 000 €, soit 288 € par habitant.

Avec les taux de fiscalité suivants :
- taxe d'habitation : 17,18 % ;
- taxe foncière sur les propriétés bâties : 17,76 % ;
- taxe foncière sur les propriétés non bâties : 33,00 % ;
- taxe additionnelle à la taxe foncière sur les propriétés non bâties : 32,41 % ;
- cotisation foncière des entreprises : 14,07 %.

Chiffres clés revenus et pauvreté des ménages en 2016 : médiane en 2016 du revenu disponible, par unité de consommation : 19 544 €.

### Jumelages
- Burgwedel (Allemagne) depuis 1994.
- Seia (Portugal) depuis 1992.
- Holmes Chapel (Royaume-Uni)[réf. nécessaire].

## Population et société
Les habitants sont appelés les Domfrontais.

### Démographie
En 2021, la commune comptait 3 431 habitants. Depuis 2004, les enquêtes de recensement dans les communes de moins de 10 000 habitants ont lieu tous les cinq ans (en 2005, 2010, 2015, etc. pour Domfront) et les chiffres de population municipale légale des autres années sont des estimations.
| 1793  | 1800  | 1806  | 1821  | 1831  | 1836  | 1841  | 1846  | 1851  |
| ----- | ----- | ----- | ----- | ----- | ----- | ----- | ----- | ----- |
| 1 533 | 1 548 | 1 665 | 1 670 | 1 869 | 2 417 | 2 463 | 2 666 | 2 879 |

| 1856  | 1861  | 1866  | 1872  | 1876  | 1881  | 1886  | 1891  | 1896  |
| ----- | ----- | ----- | ----- | ----- | ----- | ----- | ----- | ----- |
| 2 840 | 2 909 | 4 866 | 4 495 | 4 603 | 4 812 | 5 076 | 4 932 | 4 966 |

| 1901  | 1906  | 1911  | 1921  | 1926  | 1931  | 1936  | 1946  | 1954  |
| ----- | ----- | ----- | ----- | ----- | ----- | ----- | ----- | ----- |
| 4 801 | 4 663 | 4 819 | 4 011 | 3 956 | 3 894 | 4 020 | 3 872 | 3 951 |

| 1962  | 1968  | 1975  | 1982  | 1990  | 1999  | 2005  | 2010  | 2015  |
| ----- | ----- | ----- | ----- | ----- | ----- | ----- | ----- | ----- |
| 3 674 | 3 991 | 4 354 | 4 483 | 4 410 | 4 262 | 3 995 | 3 830 | 3 518 |

| 2018  | - | - | - | - | - | - | - | - |
| ----- | - | - | - | - | - | - | - | - |
| 3 473 | - | - | - | - | - | - | - | - |

### Manifestations culturelles et festivités
Tous les deux ans ont lieu les médiévales de Domfront, reflet de l'illustre passé de cette cité.

### Sports et loisirs
- La Société sportive de Saint-Georges-Domfront fait évoluer deux équipes de football en divisions de district[39].

- Sentier de grande randonnée 22 : Localités traversées : Domfront.

### Cultes
- Culte catholique[40], Paroisse Saint Sauveur en Domfrontais[41], Diocèse de Séez.

### Médias
Le Publicateur libre, hebdomadaire qui parait le jeudi, a son siège à Domfront. Il est diffusé dans l'Ouest de l'Orne (Bocage ornais), le Sud-Manche (Mortainais) et le Nord-Mayenne.

## Économie

### Entreprises et commerces

#### Agriculture
- Agriculteurs, éleveurs[42].
- Producteur de Poiré[43].

#### Tourisme
- Restaurants, gîtes et chambres d'hôtes[44].
- Hôtel[45].
- Camping[46].

#### Commerces
- Commerces et services de proximité à Domfront[47], La Ferrière-aux-Étangs.

### Industries
- Lactalis : fabrication des camemberts Président, Le Châtelain et Le Campagne (480 000 pièces par jour par 320 salariés ; date ?).
- La SAS Moteurs JM est l'héritière des Moteurs Legendre.

## Culture locale et patrimoine
La commune est une ville fleurie récompensée de trois fleurs au concours des villes et villages fleuris.

### Lieux et monuments

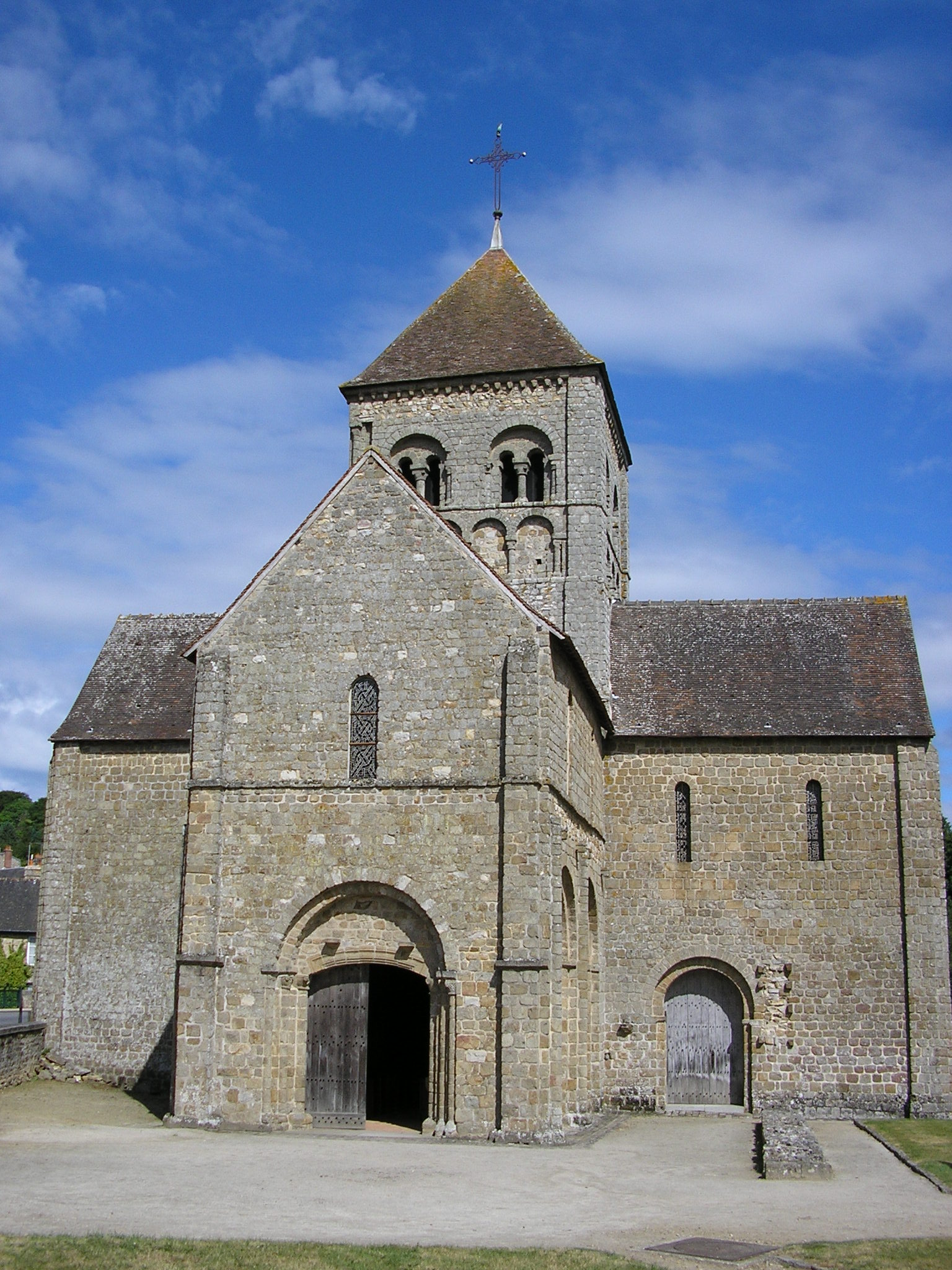
L'église romane de Notre-Dame-sur-l'Eau.

La ville qui se dresse sur un promontoire, possède un riche patrimoine : maisons médiévales à colombages, vieux hôtels des XVIIe et XVIIIe siècles, ruelles étroites. Elle compte six édifices protégés au titre des monuments historiques :
- le château médiéval de Domfront : donjon classé par liste de 1875, remparts, tours, bretèches, casemates et anciennes chapelles classés depuis 1986[50], dont l'ancienne chapelle du prieuré Saint-Symphorien, de moines bénédictins, englobé dans l'enceinte du château et classée avec celui-ci[50] ;
- l'enceinte de la ville partiellement classée par arrêté du 9 avril 1929[51],[52].

Onze tours contribuent encore au caractère moyenâgeux de la ville , notamment la tour d'Alençon porte d'entrée de la vieille ville, ou les nombreuses tours visibles de la rue des Fossés Plisson au sud de la vieille ville ;
- l'église Notre-Dame-sur-l'Eau du XIe siècle[54]. L'édifice d'architecture romane est classé par liste de 1840[55],[56]. L'église est complètement restaurée en 2024 et les pierres tombales sont remontées pour éviter les inondations grâce à un important don privé[57] ;
- l'église Saint-Julien[58], construite de 1924 à 1933 par l'architecte Albert Guilbert[59] (un exemple en France d'architecture religieuse de style néo-byzantin utilisant le procédé de béton armé Hennebique[60]) est classée par arrêté du 25 mars 1993[59]. En raison des dégradations du béton, elle fut fermée au public en 2006. Après les travaux de renforcement des arcs qui soutiennent les 1 500 tonnes du clocher de 55 mètres de haut, l'église fut rouverte en 2013[61]. L'orgue a été installé par le facteur Gloton en 1931[62] ;
- le manoir de la Palue, du XVIe siècle, partiellement inscrit au titre des monuments historiques par arrêté du 30 mars 1976 et 23 novembre 2004[63] ;
- le manoir de la Chaslerie, édifié fin XVIe et XVIIe siècles, partiellement protégé aux monuments historiques[64].

La commune comporte également des édifices et sites inscrits à l'Inventaire général du patrimoine culturel :
- le jardin du château et le jardin de la Collière, objet d'une étude de pré-inventaire au titre des jardins remarquables[65] ;

Château de Collière à 4 km au sud-est, sur la route d'Alençon, près de la ferme du château reconstruit vers 1699 restes d'un logis du XVe siècle : porte, fenêtres, cheminée. Le fief serait cité depuis le milieu du XIVe siècle.
- le moulin à farine[67], qui a cessé son activité après 1926.

#### Autres lieux et monuments
- Au 1, rue Saint-Julien, la plus vieille maison de Domfront, datée de 1515 (MCXV).
- La cour Marie-du-Rocher. Située au cœur de la cité médiévale de la ville de Domfront, elle fait le lien entre la rue Saint-Julien et la rue Docteur-Barrabé. Pavée et entièrement restaurée, la cour Marie-du-Rocher fait partie des lieux à visiter. Ce passage conduit également à l’ancien hôtel particulier de la famille Marie du Rocher, sans doute construit au début du XVIIe siècle dont tous les appuis de fenêtres sont moulurés[68].
- L'hôtel de ville, bâtiment du XIXe siècle fut construit à l’emplacement de l’ancien couvent Saint-Antoine, face à la Halle, appelée au Moyen Âge, la « cohue ». Ce vaste bâtiment en bois, entouré de clairevoies abritait le marché couvert. Beaucoup plus tard, en 1855, la générosité d’un Domfrontais, M. Pellier de la Roirie, permit à l’actuelle mairie et au presbytère de voir le jour. Reconnaissants, les citoyens ont décidé de donner son nom à l’ancienne place des Halles qui devint donc la place Pellier-de-la-Roirie[69].
- Le tribunal de justice, construit en 1839, monumental bâtiment avec ses colonnes de pierre épaisses[70].
- L'ancienne chapelle du collège des Eudistes (ce jour mitoyenne du lycée Auguste Chevalier), bénie en 1732, transformée  en salle de conférence et de spectacles.
- Le vieille fontaine du bassin, route de Flers, peinte au XIXe siècle par Jules Noël[71].
- Vieilles maisons à colombage dans la haute ville.
- Les escaliers de la ville haute
- Les vitrines virtuelles[72].
- Vieux lavoir[73].
- Monument aux morts[74] : Conflits commémorés : 1914-1918 - 1939-1945 - Indochine (1946-1954) - AFN-Algérie (1954-1962).
- Maison forte de la Raterie du XVe siècle[75].

Pour mémoire
Le prieuré Saint-Antoine, (moniales bénédictines), et Hôtel-Dieu Saint-Antoine de Domfront, les deux édifices furent détruits. Ils étaient à l'emplacement de l'actuelle mairie.

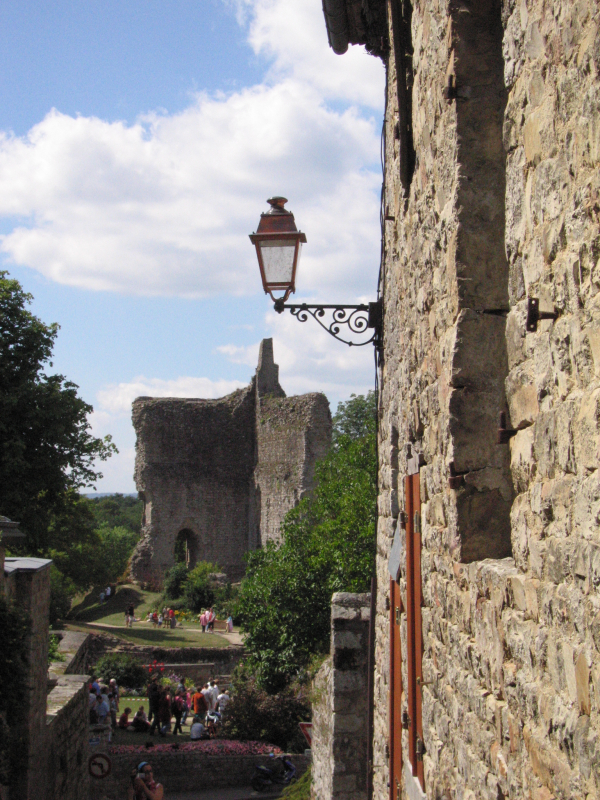
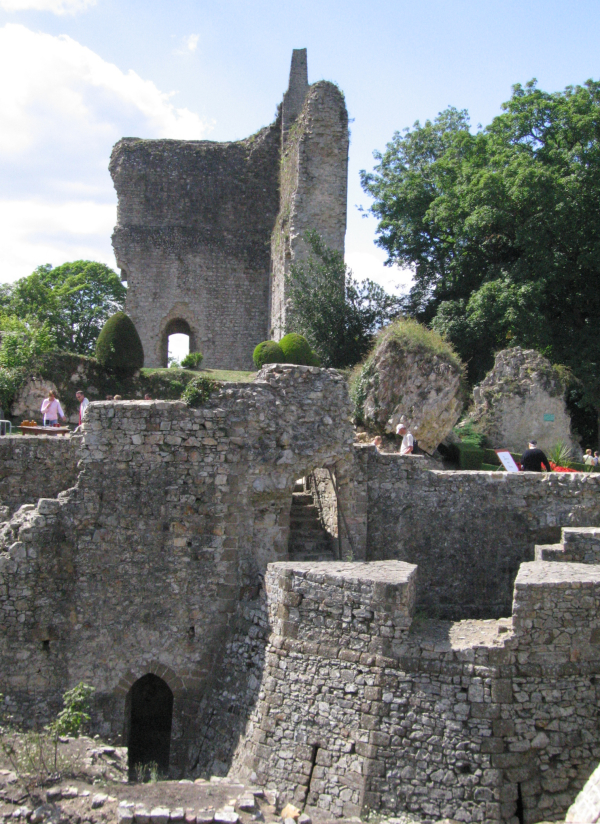
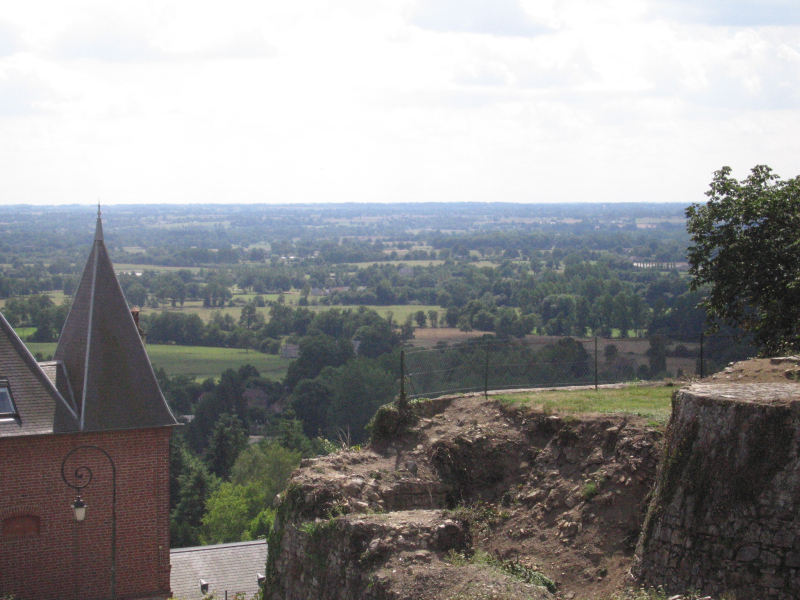
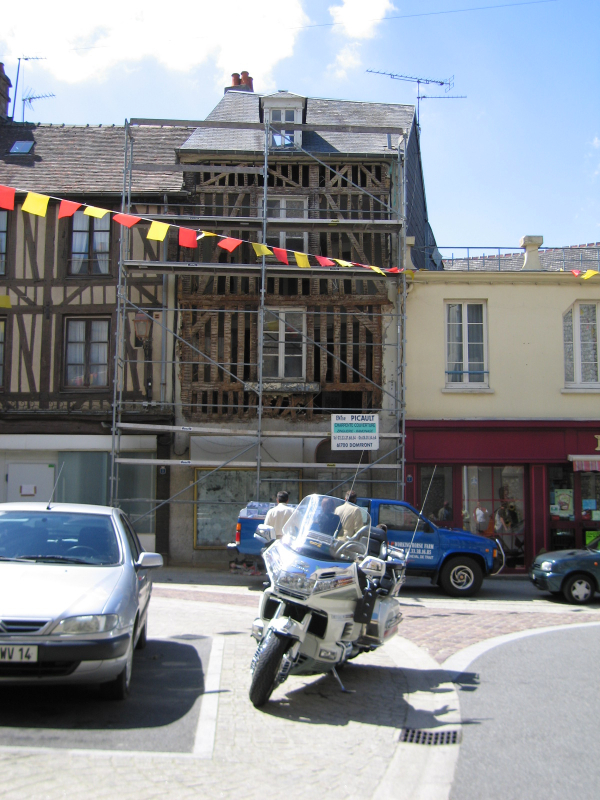

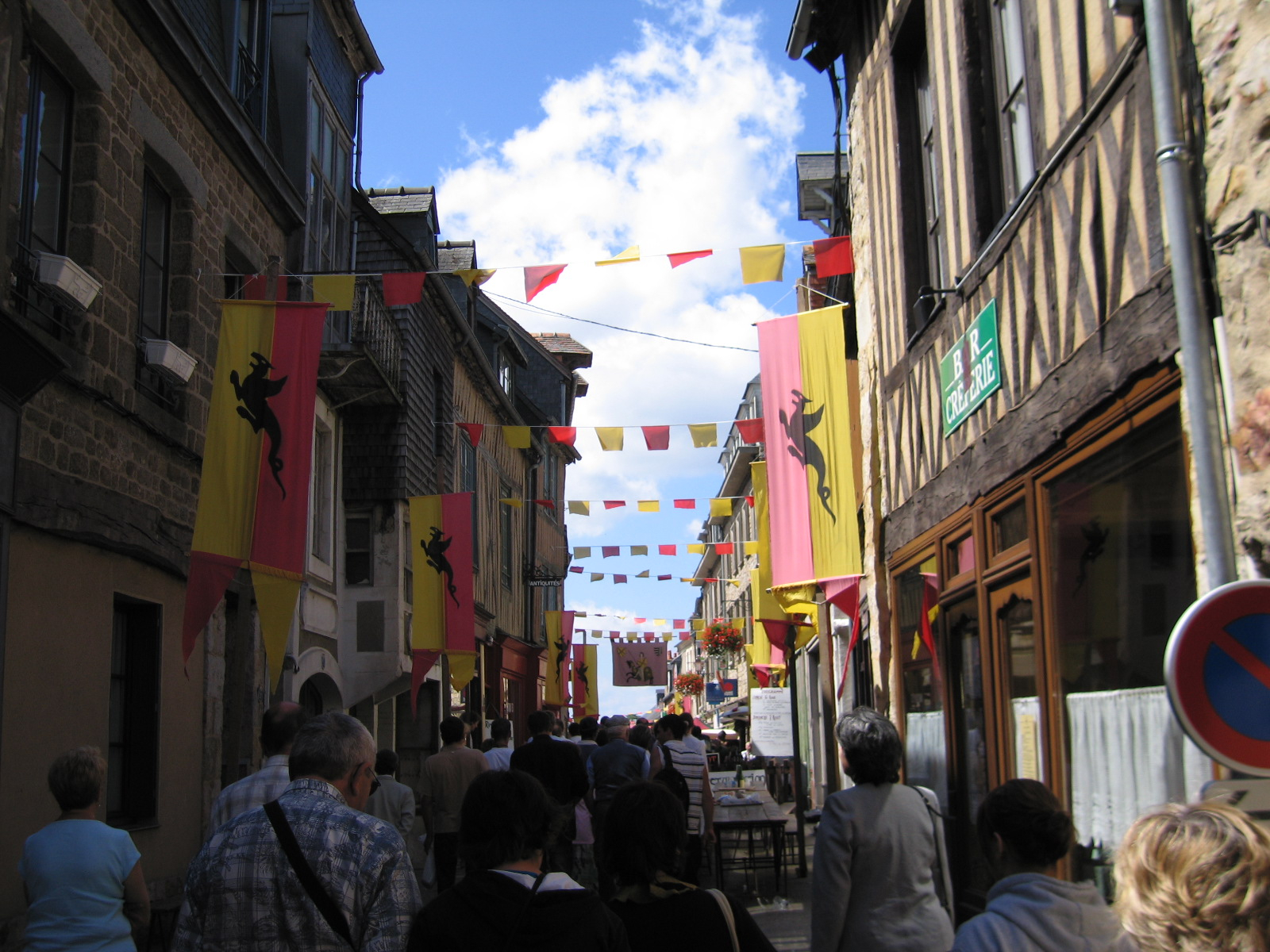
Foule dans les rues pour les Médiévales de Domfront.
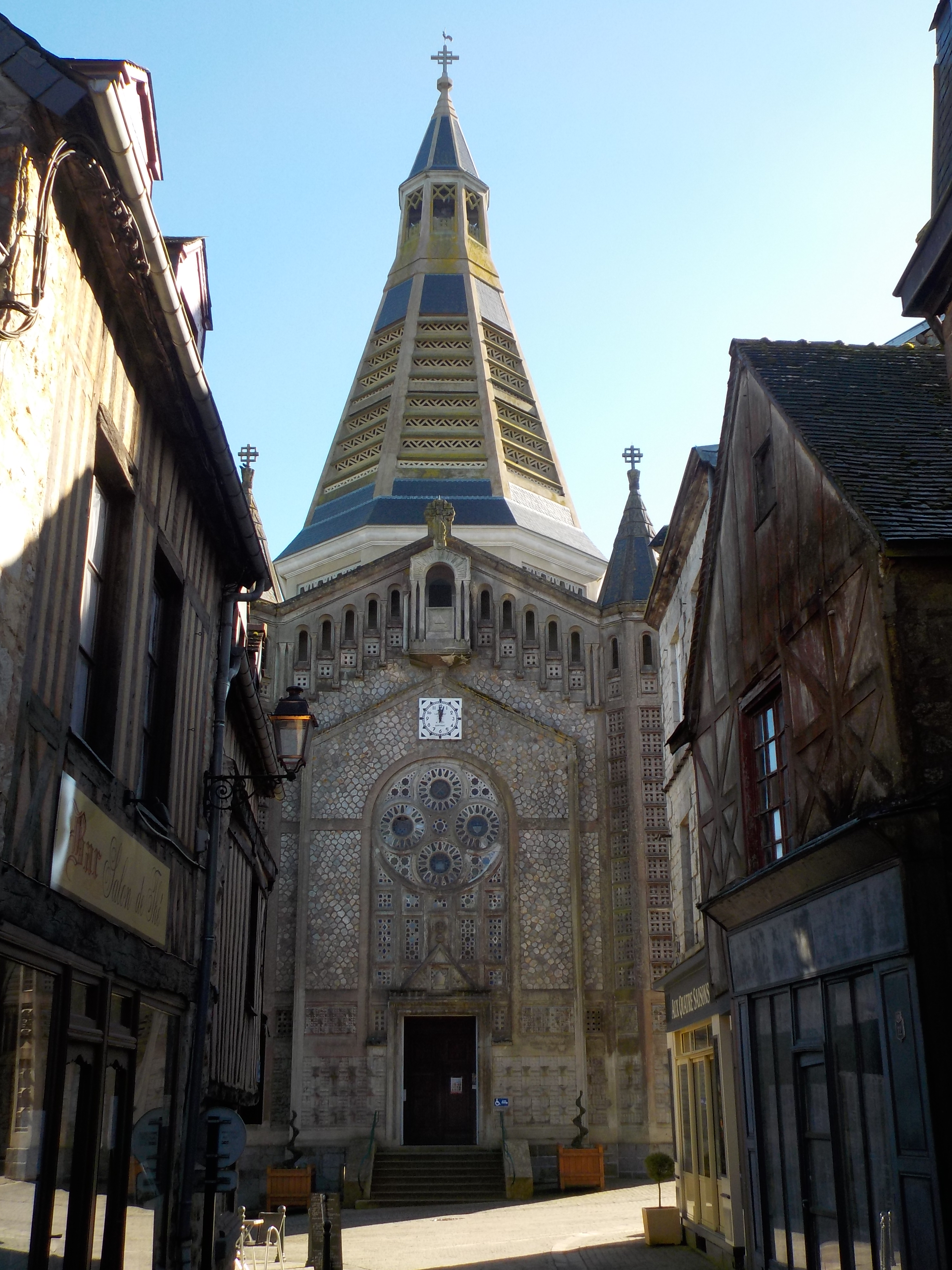
L'église Saint-Julien de l'architecte Albert Guilbert.
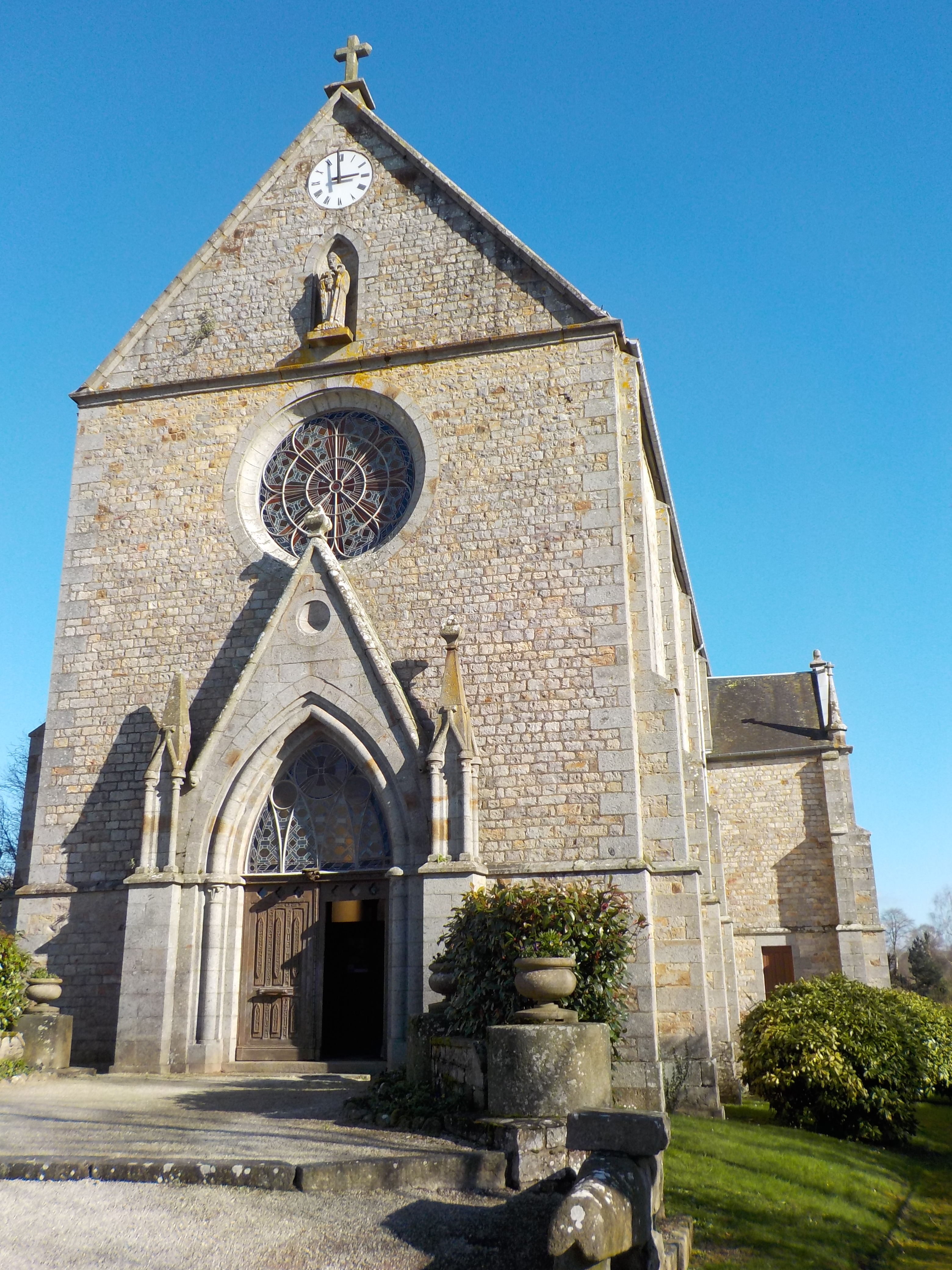
L'église Saint-Front.
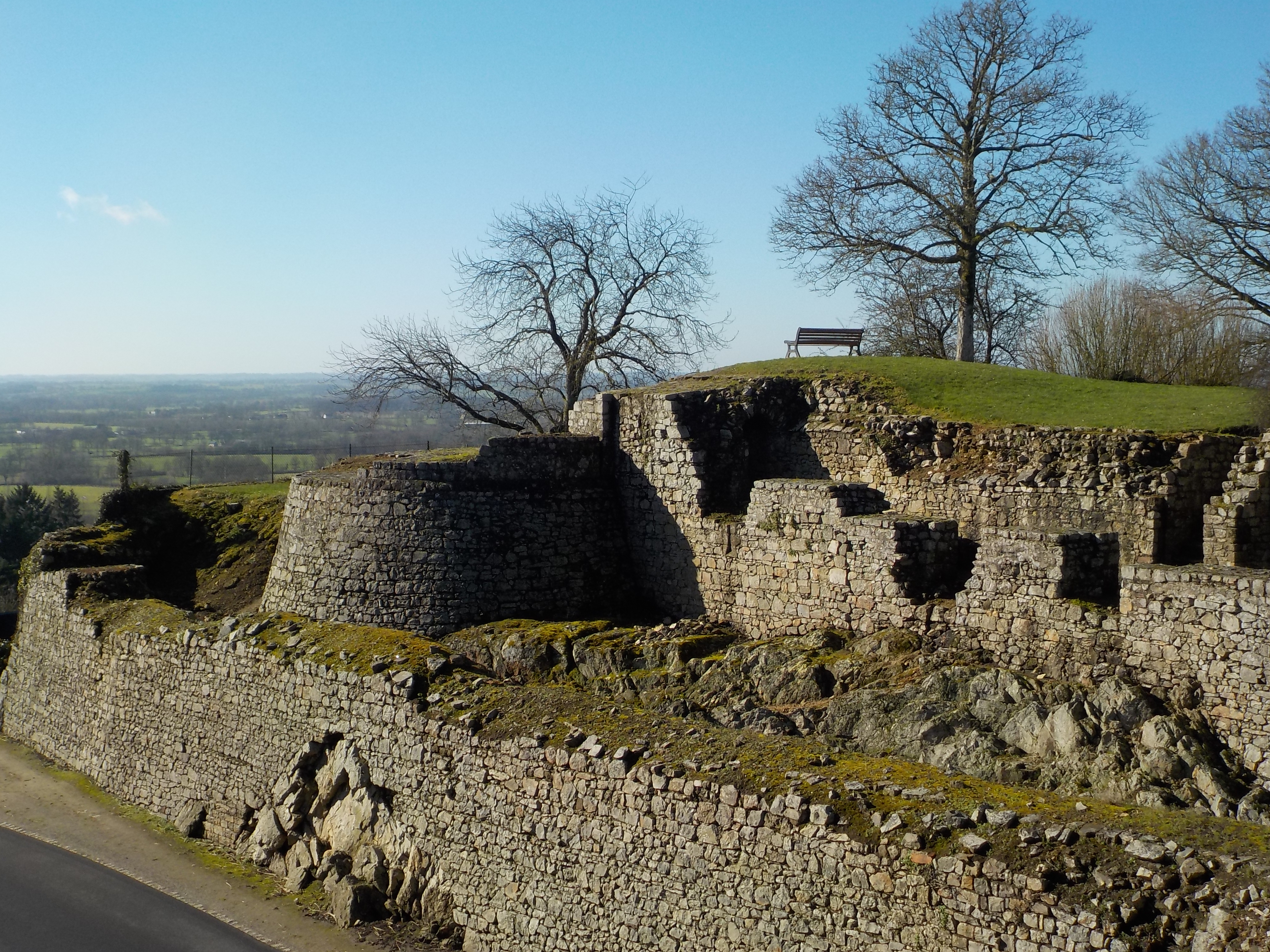
Les fortifications du château.
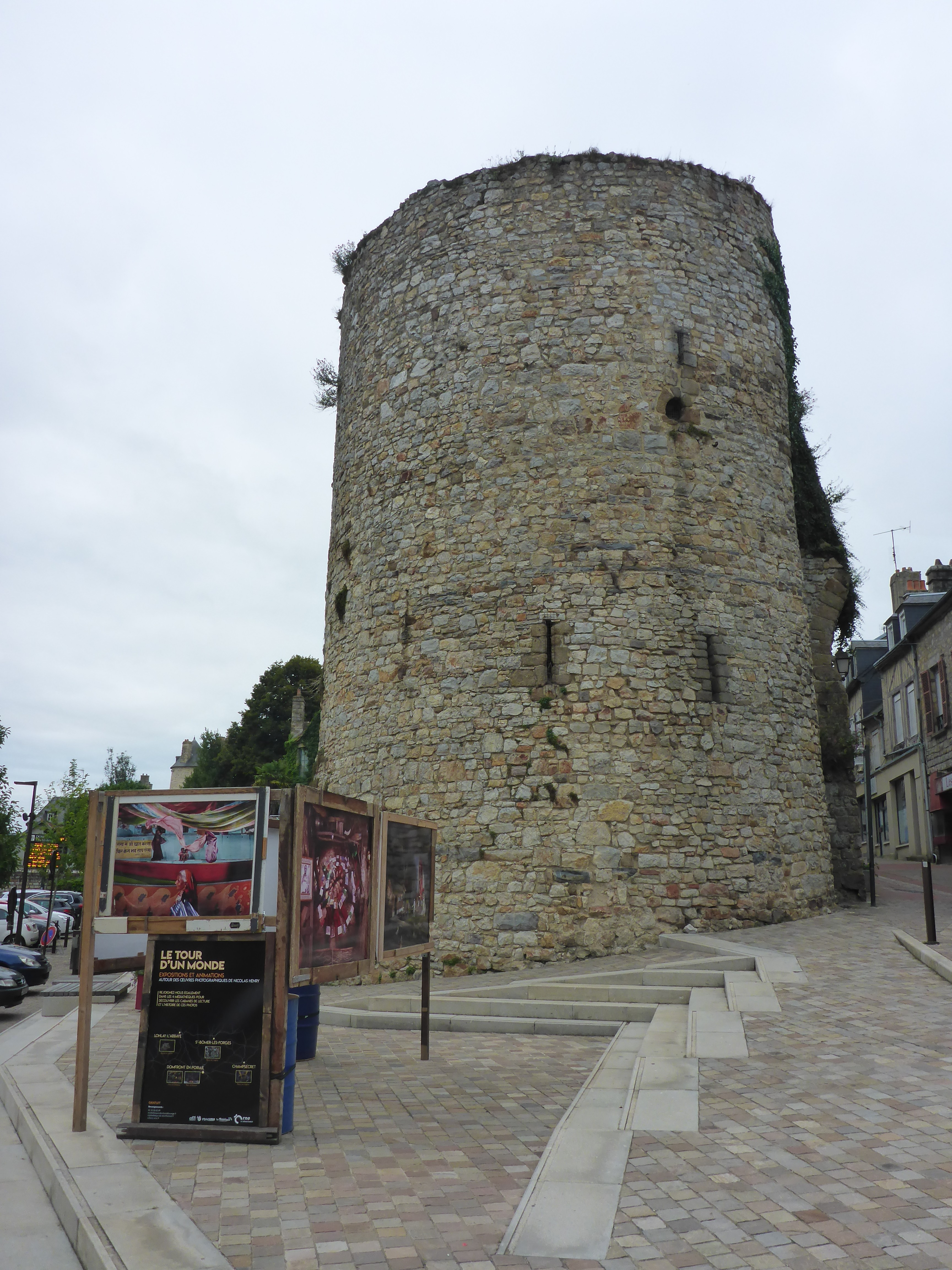
La tour de la porte d'Alençon.

### Personnalités liées à la commune

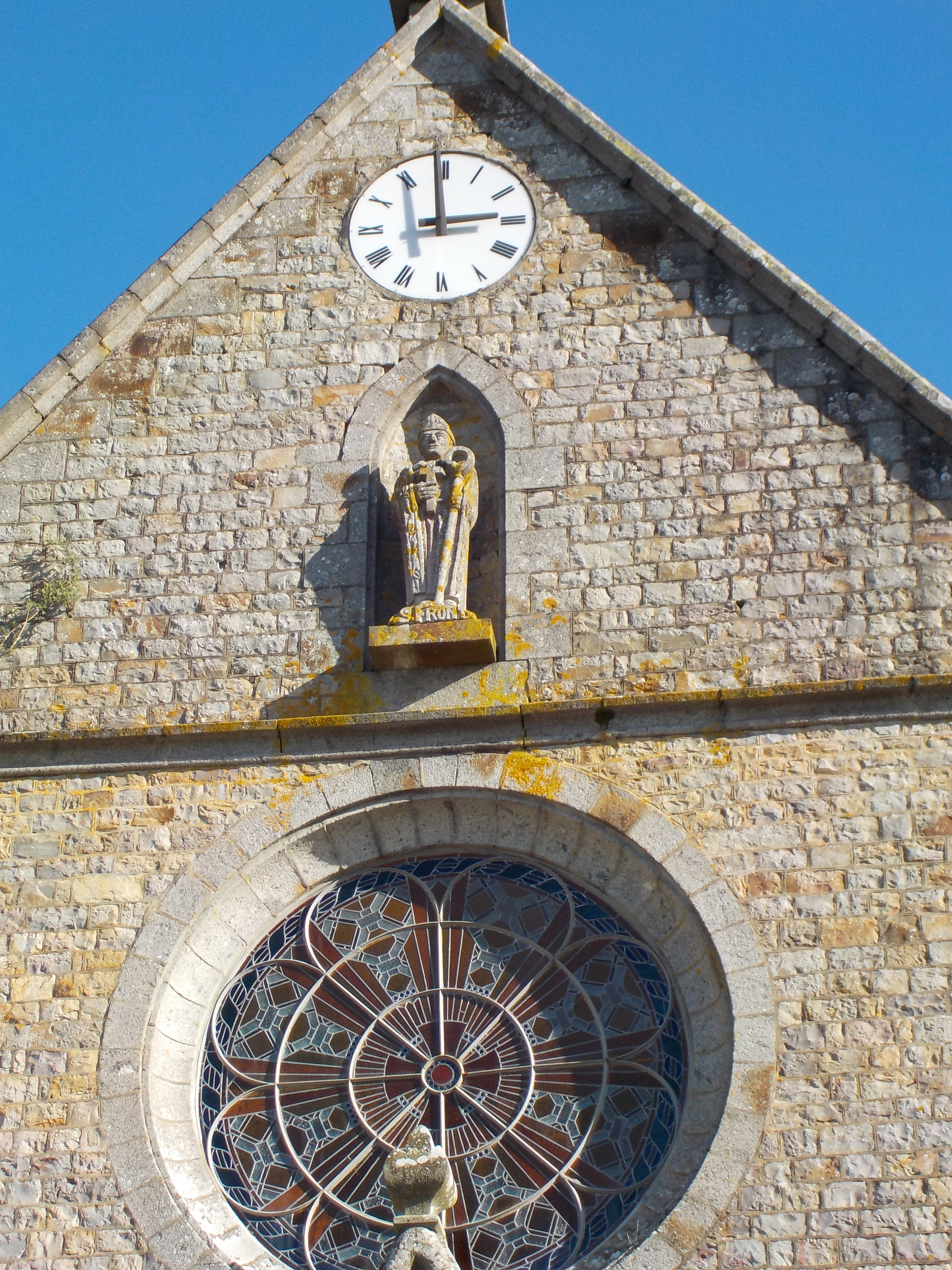
La statue de saint Front au-dessus du portail de l'église Saint-Front, sculptée par l'abbé Derouet, curé de Saint-Front de 1947 à 1974.

- Front de Passais, ermite au VIe siècle qui a donné son nom à la ville et à l'ancienne paroisse de Saint-Front.
- Aliénor d'Angleterre (Domfront, 1161 - 1214), deuxième fille d'Aliénor d'Aquitaine et d'Henri II.
- Claude Duval (Domfront, 1643 - 1670), voleur de grand chemin dans l’Angleterre de la Restauration.
- Guillaume François Bonaventure Barbotte, homme politique, né le 25 septembre 1764 et décédé le 22 novembre 1818 à Domfront.
- Victor Urbain Rémond (Domfront, 1773 - 1859), général de brigade des armées de l'Empire y est né.
- Claude-Nicolas-Jacques Le Bigot de Beauregard (Saint-Roch-sur-Égrenne, 1748 - 1810), gendarme de la maison de la reine, maire de Domfront, député du Tiers État en 1789.
- Jean-Marie Mérille dit Beauregard, (Saint-Front, 1775 - 1804), chef chouan, soulèvement de 1799.
- Pascal Hamard, homme politique né le 16 janvier 1800 à Domfront (Orne) et mort le 25 août 1858 à Domfront.
- Émile de Marcère (Domfront, 1828 - 1918), magistrat, homme politique (ministre de l'Intérieur) et auteur d'ouvrages.
- Albert Christophle (Domfront, 1830 - 1904), député de l'Orne.
- Eugène Lelouvier (Domfront, 1873 - 1937), aventurier et coureur automobile.
- Auguste Chevalier (Domfront, 1873 - 1956), botaniste.
- Louis Foisil (Domfront, 1880 - Paris, 1943), poète, Prix de l'Académie française en 1935 pour son recueil de poèmes La chouette sur mon berceau[76].
- André Jouault (Domfront, 1904 - 1987), artiste peintre.
- Gabriel Bablon (Domfront, 1905 - 1956), officier des FFL, commandant la 13e DBLE à partir du 23 octobre 1942 après le décès du colonel Dimitri Amilakvari, compagnon de la Libération[77].
- Étienne Lorin (Domfront, 1913 - 1975), compositeur.
- Victor Vivier (Domfront, 1923 - 2003), négociant en bestiaux et humoriste régional.
- Pierre Séchet (Domfront, 1939 -) est un flûtiste.
- Gilles Susong (1949), philosophe et initiateur des fouilles de la chapelle Saint-Symphorien du château[réf. nécessaire].
- Philippe Hurel (Domfront, 1955 -), compositeur de musique.
- Thierry Beaudet (1962-) président du Conseil économique, social et environnemental depuis mai 2021.
- Omar ben Laden (1981-), fils d'Oussama ben Laden et de Najwa Ghanem, peintre, réside à Domfront en Poiraie[78].

### Héraldique

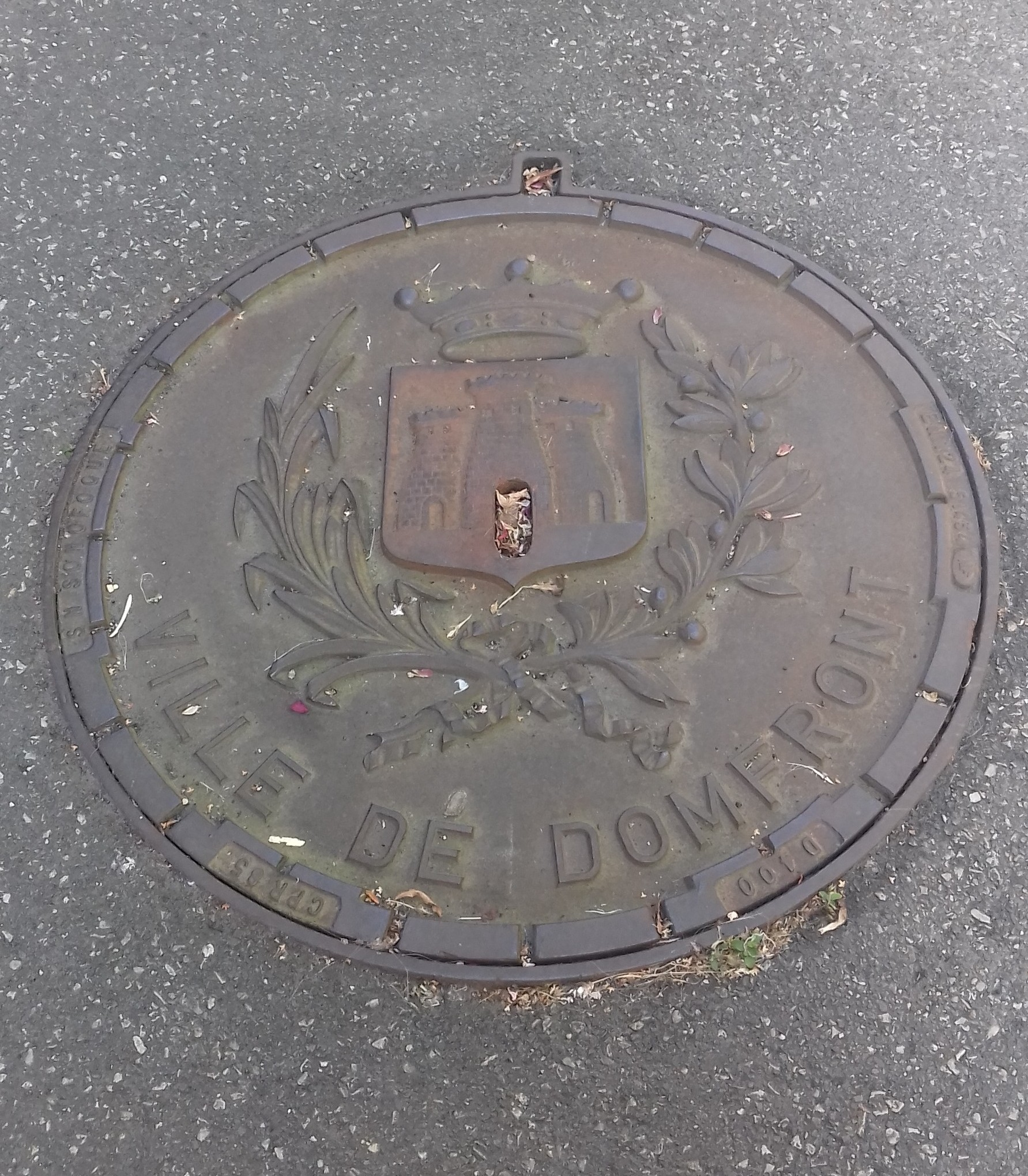
On retrouve le blason sur les plaques d'égouts de la ville.

| Blason de Domfront | Blason  | De gueules au château de trois tours d'argent, ouvert et ajouré du champ, maçonné de sable, posé sur une terrasse de sinople. |
| Blason de Domfront | Détails | |